# As-Salamijja (poddystrykt)
As-Salamijja – jedna z 5 jednostek administracyjnych trzeciego rzędu (nahijja) dystryktu As-Salamijja w muhafazie Hama w Syrii.
W 2004 roku poddystrykt zamieszkiwało 115 300 osób.